# مبرهنة دركليه حول المتتاليات الحسابية

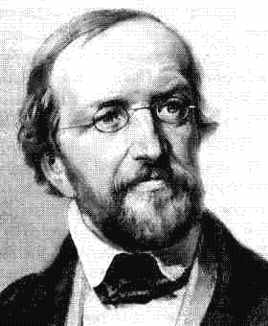

مبرهنة دركليه حول المتتاليات الحسابية (بالإنجليزية: Dirichlet's theorem on arithmetic progressions)‏ أو مبرهنة دركليه حول الأعداد الأولية هي مبرهنة تنسب إلى عالم الرياضيات الألماني دركليه. برهن عليها عام 1837، وتنص على أنه إذا كان a و q عددين صحيحين طبيعيين وأوليين فيما بينهما، فإنه يوجد عدد غير منته من الأعداد الأولية التي تكتب على شكل qn + a.
و بتعبير آخر، لائحة الأعداد a+3q, a+2q, a+q, a,... تحتوي على عدد غير منته من الأعداد الأولية.

## أمثلة
الأعداد الطبيعية التي تكتب على الشكل  4n + 3 تأتي في اللائحة التالية:
3, 7, 11, 19, 23, 31, 43, 47, 59, 67, 71, 79, 83, 103, 107, 127, 131, 139, 151, 163, 167, 179, 191, 199, 211, 223, 227, 239, 251, 263, 271, 283, ...
المتسلسلة
{\displaystyle {\frac {1}{3}}+{\frac {1}{7}}+{\frac {1}{11}}+{\frac {1}{19}}+{\frac {1}{23}}+{\frac {1}{31}}+{\frac {1}{43}}+{\frac {1}{47}}+{\frac {1}{59}}+{\frac {1}{67}}+\cdots }
هي متسلسلة متباعدة.

## التوزيع
{\displaystyle \varphi (d).\ }
{\displaystyle {\frac {1}{\varphi (d)}}.\ }
{\displaystyle q+1,2q+1,3q+1\dots \ }
{\displaystyle q+2,2q+2,3q+2\dots \ }
{\displaystyle \dots \ }
{\displaystyle q+q-1,2q+q-1,3q+q-1\dots \ }

## التاريخ
صرح أويلر أن كل متتالية حسابية تحتوي على عدد غير منته من الأعداد الأولية.
أما نص المبرهنة في شكلها الحالي وكما ذكر أعلاه، فلقد وضع من طرف عالم الرياضيات أدريان ماري ليجاندر إلا أنه لم يستطع البرهان عليها، بينما برهن عليها دركليه عام 1837.

## البرهان
انظر إلى دالة دركليه اللامية وإلى نظرية الأعداد التحليلية.